# Osipowszczyzna
Osipowszczyzna (biał. Асіпаўшчына; ros. Осиповщина) – wieś na Białorusi, w obwodzie mińskim, w rejonie stołpeckim, w sielsowiecie Świerżeń Stary.
W miejscowości znajdują się parafialna cerkiew prawosławna pw. Opieki Matki Bożej oraz przystanek kolejowy Osipowszczyzna, położony na linii Moskwa - Mińsk - Brześć.

## Historia
W dwudziestoleciu międzywojennym leżała w Polsce, w województwie nowogródzkim, w powiecie nieświeskim, w gminie Horodziej. W 1921 miejscowość liczyła 255 mieszkańców, zamieszkałych w 54 budynkach, w tym 246 Polaków i 9 Białorusinów. 245 mieszkańców było wyznania prawosławnego i 10 rzymskokatolickiego.
Po II wojnie światowej w granicach Związku Sowieckiego. Od 1991 w niepodległej Białorusi.